# Notropis oxyrhynchus
Notropis oxyrhynchus (tên tiếng Anh là Sharpnose Shiner) là một loài cá vây tia thuộc họ Cyprinidae.
Loài này chỉ có ở Hoa Kỳ.